# 満洲国の国旗
満洲国の国旗（まんしゅうこくのこっき、旧字体：滿洲國ノ國旗）は、1928年（民国17年）以前の中華民国の国旗（五色旗）を基として1932年（大同元年）に制定された。

## 概要

奉天軍閥の旗

1932年（大同元年）3月1日の満洲国政府佈告3「國旗制度佈吿ノ件」により、満洲国の国旗を5色と定め、旗地を黄色、旗の左上角は紅、藍（青）、白、黒の4色とし、全体の4分の1を占有するとした。また、旗の横縦比は6対4(3:2)とされた。なお、北京政府の五色旗と区別するため「新五色旗」と称した。奉天軍閥の旗も、紅藍白黒の配色や旗地の色が類似している。

## 意義解釈
国旗の意義解釈について、1933年（大同2年）2月24日の国務院佈告第3号「國旗ノ意󠄁義解釋ニ關スル件」には、青は東方、紅は南方、白は西方、黒は北方、黄は中央を表し、中央行政をもって四方を統御するという意味であると記されている（五行思想による五色）。また、満洲国国務院総務庁情報処が発行した『滿洲國國旗考』には、黄色は中央の土であり万物を化育し、四方統御の王者の仁徳を意味し、融和・博愛・大同・親善を表す。赤は火と南方を意味し、誠実真摯・熱情などの諸徳を表す。青は木と東方を意味し、青春・神聖などを表す。白は金と西方を意味し、平和・純真公儀などを表す。黒は水と北方を意味し、堅忍・不抜の諸徳などを表す、と記されている。
なお、毎日新聞社編『大日本帝国の戦争1 満洲国の幻影』には「国旗の「五色旗」は黄、紅、青、白、黒で日・満・漢・朝・蒙の五族協和を象徴させた」との記述があるが、公式には国旗と五族協和は無関係である。

## 軍旗

### 海軍

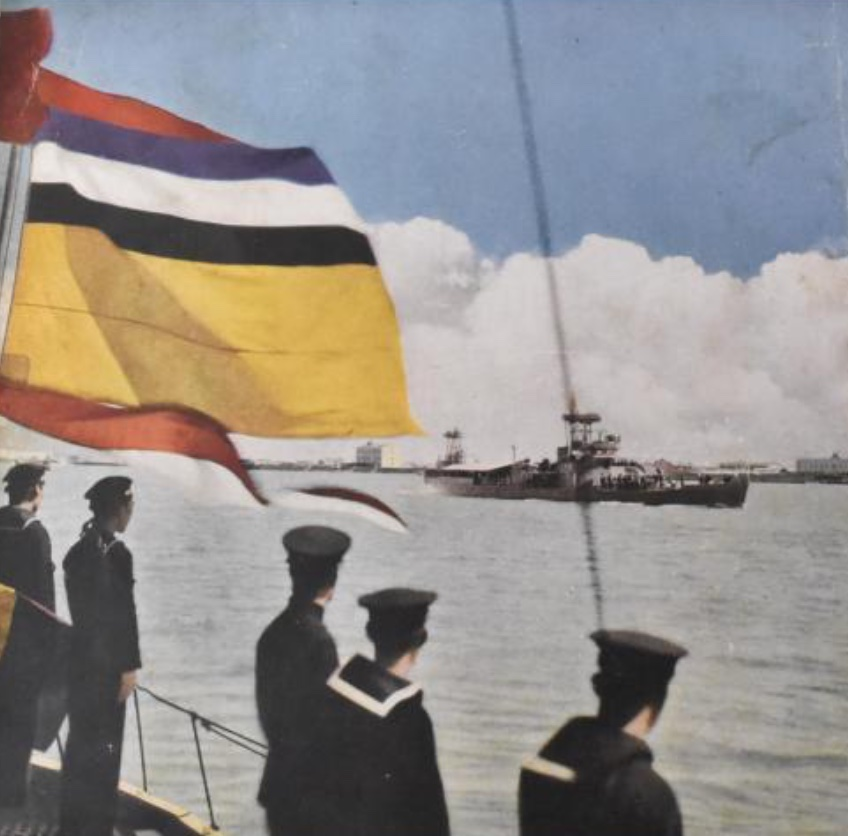
満洲国海軍の海軍旗（1935年9月）

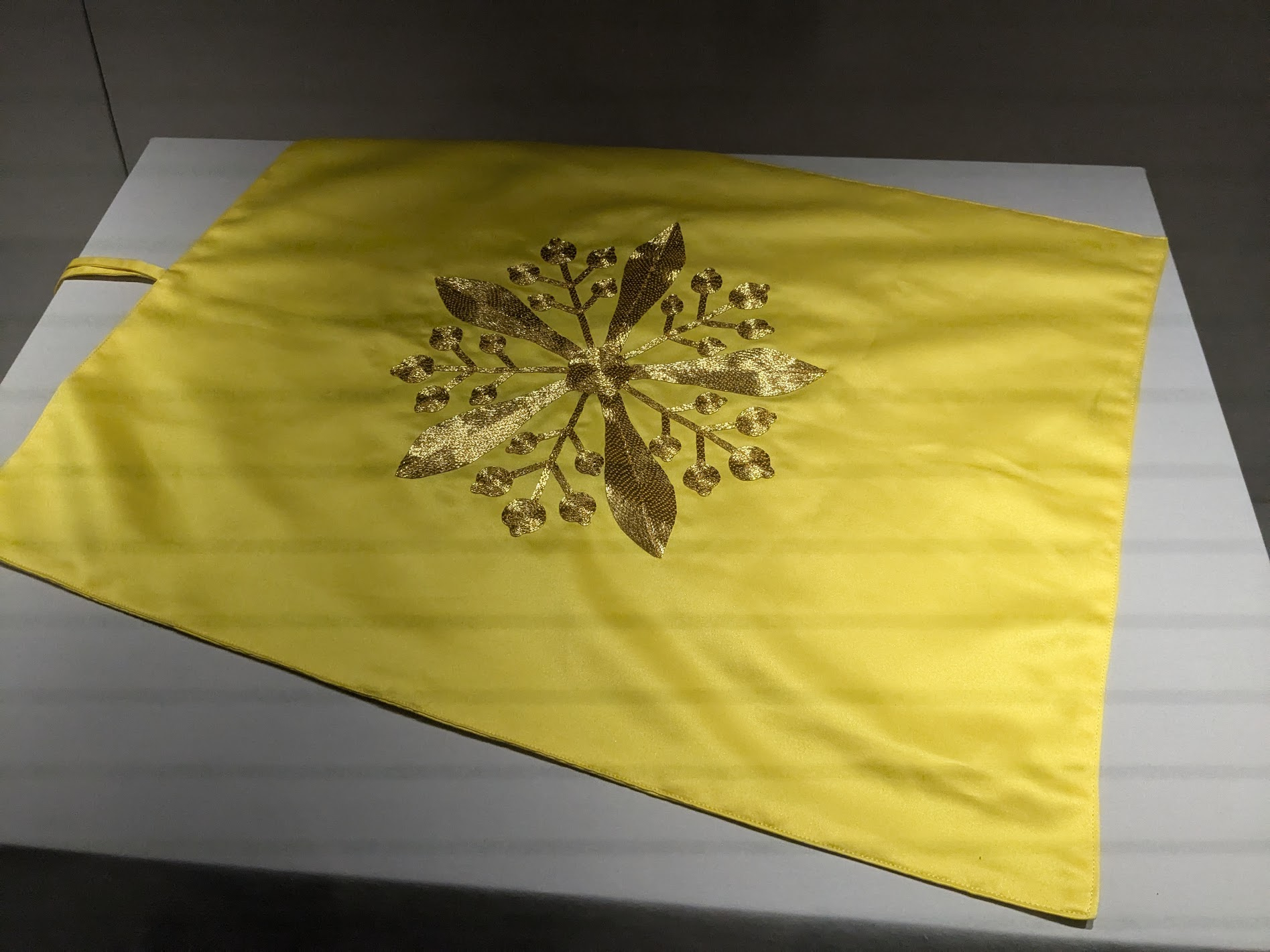
満洲国皇宮博物館に展示されている満洲国皇帝旗

満洲国海軍の海軍旗は、1932年（大同元年）4月25日の軍令第3号「満洲國海󠄀軍旗式」で制定された。
軍艦旗及び艦首旗は国旗と同じとされたが、横幅は縦幅の1.5倍とされた。海軍上将旗、海軍中将旗、海軍少将旗は軍艦旗に階級を示す白色の星を付けた物だった（上将旗は星3個、中将旗は星2個、少将旗は星1個）。海軍代将旗は軍艦旗を燕尾型に開裂したもので、この他に長旗も規定された。
その後、1935年（康徳2年）3月7日の勅令第11号「海軍旗章令」で満洲帝国の海軍旗が規定され、同日発令の軍令第2号「大同元年軍令第參號滿洲國海󠄀軍旗式廢止ノ件」により、満洲国の海軍旗は廃止された。なお、軍艦旗のデザインが変更されており、旗の上半分は紅藍白黒の4色、下半分は黄色とされている（前年に規定された「軍旗」と同一意匠）。
満洲帝国海軍の旗章は次の通り（康徳2年勅令第11号「海軍旗章令」第1条による）。
1. 皇帝旗
2. 大臣旗
3. 海軍上将旗（海軍上将旗、海軍中将旗、海軍少将旗は「将旗」と総称された）
4. 海軍中将旗
5. 海軍少将旗
6. 代将旗
7. 長旗
8. 指令旗
9. 先任旗
10. 国旗
11. 軍艦旗
12. 艦首旗
13. 当直旗
14. 赤十字旗
15. 軍用船旗

1から6の旗章の序列は記載の順序とされた（「海軍旗章令」第1条）。皇帝旗の制式は帝室令（日本の皇室令に相当）で、国旗の制式は大同元年三月一日佈告で定めた物とされ、それ以外の旗章の制式は附図に依るとされた（「海軍旗章令」第2条）。また、旗章は同一の艦船、短艇又は海軍陸上各庁に於いては、序列の最上位又は上席者に対する物のみを掲揚するとされたが、艦船については大臣旗と将旗・代将旗・長旗・指令旗とは併揚するとされた（「海軍旗章令」第5条）。
皇帝旗は「海軍旗章令」と同時に制定された帝室令第6号「皇帝旗制式」で定められ、黄色の旗地の中心に金色の蘭花紋章を描いた物で、満洲国皇帝乗御の艦船又は短艇に掲揚された（「海軍旗章令」第12条）。また、外国の元首及び皇族が乗艦した際も準用して掲揚された（「海軍旗章令」第13条）。
大臣旗は、軍政部大臣が公式に艦船又は短艇に乗艦した際に掲揚された（「海軍旗章令」第14条）。将旗は指揮権を有する海軍上将、海軍中将、海軍少将の旗章とされ、勤務位置により軍艦又は庁舎に掲揚された（「海軍旗章令」第15条）。
将旗は、満洲国時代の白色の星から紅色の梅花に変更された以外は、ほぼ同一様式である。大臣旗、将旗、代将旗、長旗、指令旗の旗地は国旗と同一意匠だが、制式上は大臣旗及び海軍上将旗は軍艦旗の右上半を黄色に改めた物、海軍中将旗、海軍少将旗、代将旗、長旗、指令旗は海軍上将旗の梅花を除いた物と同じとされている。

### 陸軍
満洲国陸軍の軍旗は、1934年（康徳元年）3月24日の軍令第4号「陸軍步兵團軍旗制式ノ件」で制定された。
陸軍歩兵団軍旗は縦800粍（ミリメートル）、横1000粍で、剣先と房を付けた旗竿に、モールと房で縁取られた軍旗（後の「軍艦旗」と同一意匠）が掲げられ、旗面の竿側下角部に歩兵団名を記入する白布が縫い付けられた。
陸軍騎兵団軍旗は縦650粍、横780粍と、陸軍歩兵団軍旗より二廻りほど小さいが、旗竿の長さは陸軍歩兵団軍旗よりも450粍長い2000粍と規定されている。
また、軍旗を親授された9月15日は「軍旗節」に指定されている。

皇帝旗
大臣旗
海軍上将旗（1932年 -1935年）
海軍上将旗（1935年 - 1941年）
海軍中将旗（1932年 -1935年）
海軍中将旗（1935年 - 1941年）
海軍少将旗（1932年 -1935年）
海軍少将旗（1935年 - 1941年）
海軍代将旗（1935年 - 1941年）
海軍代将旗（1932年 -1935年） 海軍司令旗（1935年 - 1941年）
海軍先任旗
?軍旗および江防艦隊（海軍）の軍艦旗
?航政局局旗
海上警察隊旗
当直旗
軍用船旗
国章（蘭花紋章）

## その他の旗
1933年（大同2年）8月の「海󠄀邊警察隊󠄁ノ旗章ニ關スル件（海󠄀邊警察隊󠄁旗章圖式）」（大同2年8月26日民政部訓令第542号）で、海辺警察隊旗、民政部総長旗、民政部警務司長旗、海辺警察隊長旗が制定された。また、1934年（康徳元年）5月の「航政局局旗及󠄁徽章制定ノ件」（康徳元年5月7日交通部佈告第6号）で航政局局旗が、1935年（康徳2年）9月の「郵政徽章制定ノ件」（康徳2年9月15日交通部佈告第138号）で郵政徽章が制定されている。

満洲国郵政旗
満洲国協和会の会旗